# Şahkulu
Şahkulu, auch Şahkulu Baba, Karabıyıkoğlu,Shah Kulu, Shah Qoli, Shah Quli,  (* vermutlich in Yalınlıköy ; † 2. Juli 1511 bei Sivas) war der Anführer einer Safawiyya-Rebellion in Anatolien. Sein Name Şahkulu bedeutet Diener des Schahs, womit die safawidischen Schahs Persiens gemeint waren. In ihm feindlich gesonnen osmanischen Quellen wurde er häufig als Verunglimpfung seines Namens auch Şeytan Kulu, (dt.:Diener des Teufels) genannt. Der Şahkulu-Aufstand begann 1511 und richtete sich gegen das Osmanische Reich. Von seinen Anhängern wurde Şahkulu als Messias und Prophet verehrt.

## Leben
Şahkulu wurde im 15. Jahrhundert als Sohn des Ḥasan Ḫalīfe geboren, der als Halife Statthalter von Scheich Haidar im Beylik Teke war. Osmanische Quellen vermuten, dass Şahkulu im Dorf Yalınlıköy (heute Provinz Antalya) zur Welt kam. Şahkulu war Mitglied des Turkmenen-Stammes der Tekkelu.
Angeregt von den schiitischen Missionaren der Safawiden mobilisierten die Turkmenen unter Şahkulus Führung eine leidenschaftliche messianische Bewegung. Şahkulu und seine Anhänger versuchten, der Revolte von Ismail I. nachzueifern, der sich in Persien ein Reich erschaffen hatte und als Schah regierte. Rund um die Stadt Kızılkaya erhoben sich 1511 die Anhänger von Şahkulu und kämpften gegen die Osmanen. Anfangs konnten sie in Richtung Isparta, aber auch nach Elmalı vordringen. Obwohl Şahkulus Armee den Osmanen unterlegen war, konnte sie die 3000 Mann starke Armee des osmanischen Offiziers Subaşı Hasan besiegen. Anschließend drang er brandschatzend bis Kütahya vor und besiegte den anatolischen Beylerbey Karagöz Ahmed Pascha. Schließlich entsandte der Sultan seinen Großwesir Hadim Ali Pascha mit einer Armee von 4000 Janitscharen und 4000 weiteren Soldaten, die sich bei Kütahya mit den Streitkräften von Şehzade Ahmed vereinte. Bei Sivas kam es Anfang Juli 1511 zur entscheidenden Schlacht. Şahkulu wurde getötet und der Aufstand niedergeschlagen. Die Osmanen enthaupteten ihn nach dem Tod und verbrannten seinen Leichnam.
Ismail I. entschuldigte sich später für die Gräueltaten der Turkmenen und verleugnete Beziehungen zu Şahkulu. Nachdem Şahkulus Anhänger nach Persien geflohen waren, bestrafte Ismail I. die Kommandeure, beschlagnahmte ihr Hab und Gut und verteilte es unter seinen Emiren.

## Rezeption in der Populärkultur
Ein fiktionaler Charakter von Şahkulu tauchte im 2011 veröffentlichten Videospiel Assassin’s Creed: Revelations auf, der dort Shahkulu heißt und als Widersacher auftritt. Im Brettspiel Assassin’s Creed: Arena aus dem Jahr 2014 ist Şahkulu ebenfalls vertreten.